# Saint-Saud-Lacoussière
Saint-Saud-Lacoussière is een gemeente in het Franse departement Dordogne (regio Nouvelle-Aquitaine) en telt 861 inwoners (2005). De plaats maakt deel uit van het arrondissement Nontron.

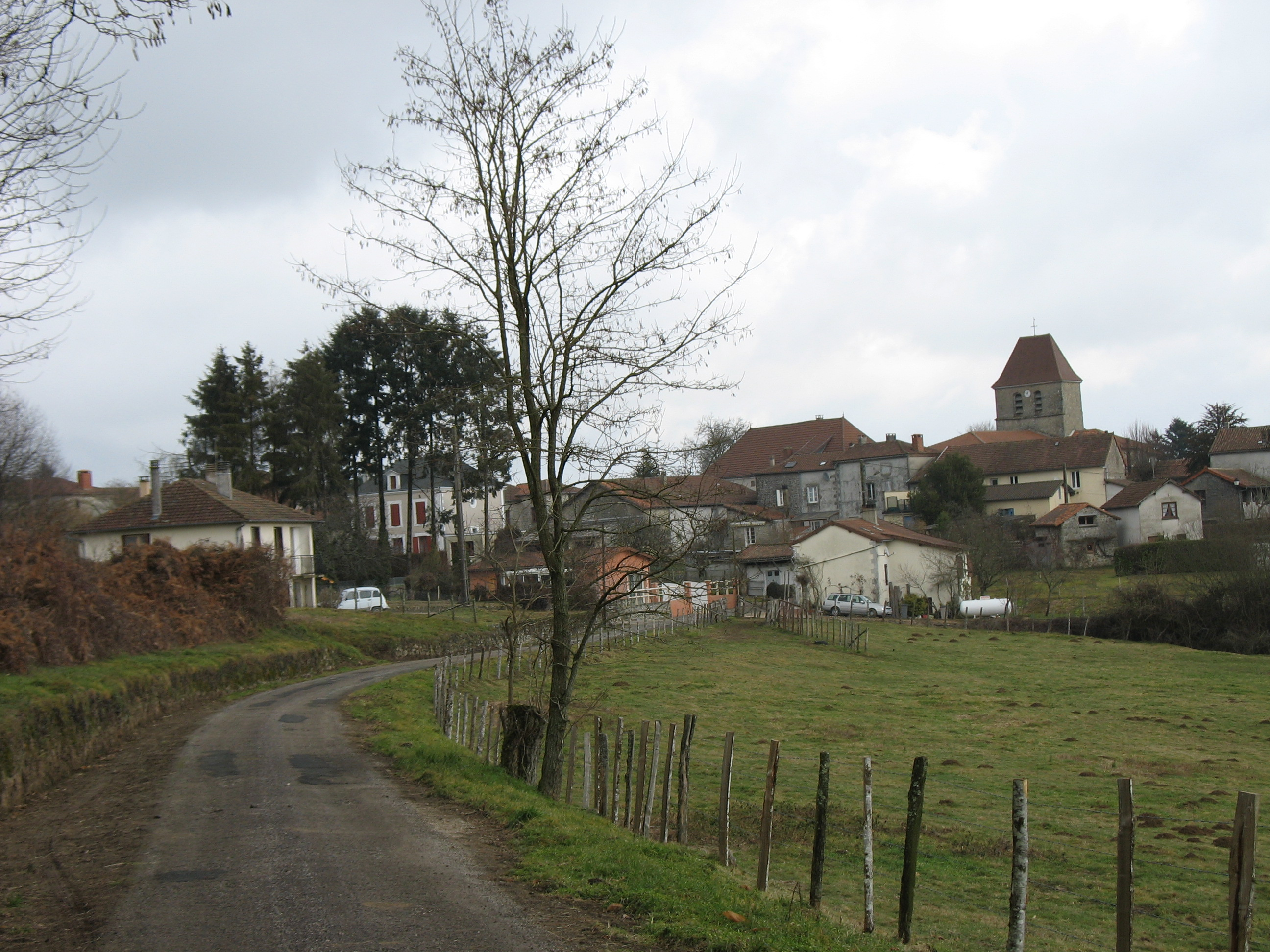
Saint-Saud-Lacoussière
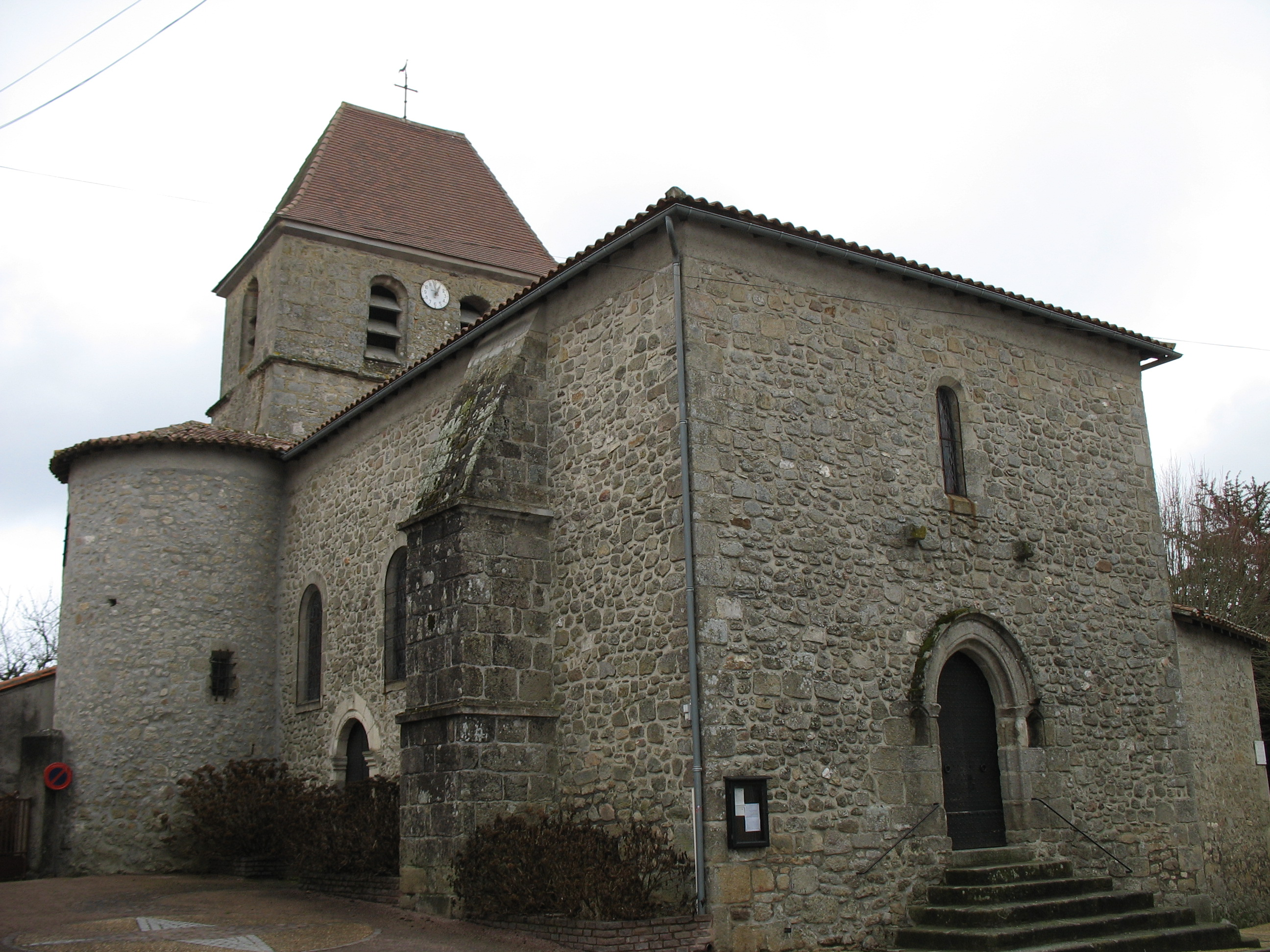
Kerk van Saint-Saud-Lacoussière

## Geografie
De oppervlakte van Saint-Saud-Lacoussière bedraagt 59,4 km², de bevolkingsdichtheid is 14,5 inwoners per km².
De onderstaande kaart toont de ligging van Saint-Saud-Lacoussière met de belangrijkste infrastructuur en aangrenzende gemeenten.

## Demografie
Onderstaande figuur toont het verloop van het inwonertal (bron: INSEE-tellingen).